# Designated Survivor (TV-serie)
Designated Survivor är en amerikansk TV-serie skapad av David Guggenheim, där den stora huvudrollen (Tom Kirkman) spelas av Kiefer Sutherland. Serien består av totalt av tre säsonger och 53 avsnitt, och hade premiär på TV-kanalen ABC den 21 september 2016. Den tredje och sista säsongen hade premiär på streamingtjänsten Netflix den 7 juni 2019. 
Designated Survivor är inspelad i både Toronto och Washington, D.C.. Även Tanner Buchanan har en roll i serien där han under säsong 1 och 2 spelar rollen som Toms son Leo.

## Rollista

### Större roller
- Kiefer Sutherland – Thomas Adam "Tom" Kirkman
- Natascha McElhone – Alexandra Jane "Alex" Kirkman (dör i säsong 2)
- Adan Canto – Aaron Shore (tidigare Rivera)
- Italia Ricci – Emily Rhodes
- LaMonica Garrett – Mike Ritter
- Tanner Buchanan – Leo Kirkman
- Kal Penn – Seth Wright
- Maggie Q – Hannah Wells
- Jake Epstein – Chuck Russink
- Paulo Costanzo – Lyor Boone
- Zoe McLellan – Kendra Daynes
- Ben Lawson – Damian Rennett

### Mindre roller
- Mckenna Grace – Penny Kirkman
- Peter Outerbridge – Charles Langdon
- Malik Yoba – Jason Atwood
- Kevin McNally – Harris Cochrane
- Virginia Madsen – Kimble Hookstraten
- Ashley Zukerman – Peter MacLeish
- George Tchortov – Nestor Lozano
- Reed Diamond – John Foerstel
- Mykelti Williamson –Amiral Chernow
- Michael Gaston – James Royce
- Mariana Klaveno –Brooke Mathison
- Lara Jean Chorostecki – Beth MacLeish
- Rob Morrow – Abe Leonard
- Geoff Pierson – Cornelius Moss
- Mark Deklin – Jack Bowman
- Kearran Giovanni – Diane Hunter
- Terry Serpico – Patrick Lloyd
- Richard Waugh – Jay Whitaker
- Breckin Meyer – Trey Kirkman
- Kim Raver – Andrea Frost
- Michael J. Fox – Ethan West
- Nora Zehetner – Valeria Poriskova
- Aunjanue Ellis – Ellenor Derby
- Anthony Edwards – Mars Harper
- Julie White – Lorraine Zimmer
- Elena Tovar – Isabel Pardo
- Lauren Holly – Lynn Harper
- Ben Watson – Dontae Evans
- Chukwudi Iwuji – Dr. Eli Mays
- Jamie Clayton – Sasha Booker